# Kornsjö fjällskogs naturreservat
Kornsjö fjällskogs naturreservat är ett naturreservat i Örnsköldsviks kommun i Västernorrlands län.
Området är naturskyddat sedan 2020 och är 33 hektar stort. Reservatet ligger väster om Bjästa och består av granskog med en del myrar